# Isidre Marsal Freixas
Isidre Marsal Freixas (Reus, 21 de novembre de 1845 - Barcelona, 29 de desembre de 1910) va ser un religiós escolapi català.
Estudià batxillerat al col·legi dels escolapis de Reus, on, el 1865, va ingressar a l'orde. Després de dos anys de noviciat a Sabadell, va passar a Moià per completar estudis a l'Institut Calassancià. En acabar, va ser destinat a Barcelona el 1870, on donà classes al col·legi de sant Antoni, juntament amb altres escolapis reusencs. Els seus superiors, en veure les seves qualitats per l'ensenyança, l'enviaren al col·legi de Guanabacoa, a Cuba, com a director d'aquell internat. Allà donà classes de matemàtiques i llengua grega. Al cap de deu anys tornà a la península per motius de salut, però, restablert, tornà a Cuba deu anys més. D'allà va ser traslladat a Córdoba (Argentina) com a director de les escoles Pies d'aquella població, escoles que va engrandir. Malalt, tornà a l'estat espanyol ja jubilat, i passà temporades a les cases que l'orde tenia a Valls i a Terrassa. Es retirà al col·legi de l'Escola Pia de Sarrià on va morir.
Va escriure obres de text i consulta sobre gramàtica i literatura grega, que en la seva major part han quedat inèdites.